# Cladodromia tanyptera
Cladodromia tanyptera är en tvåvingeart som beskrevs av Collin 1933. Cladodromia tanyptera ingår i släktet Cladodromia och familjen dansflugor. Inga underarter finns listade i Catalogue of Life.